# Beleg van Calais (1436)
Het Beleg van Calais in het jaar 1436 was een mislukte poging van de Bourgondische hertog Filips de Goede om met Vlaamse troepen Calais in te nemen op de Engelsen, die de havenstad sinds de beginfase van de Honderdjarige Oorlog bezet hielden (1347).

## Aanleiding
Door de Vrede van Atrecht verzoende Frankrijk zich in 1435 met Bourgondië maar niet met Engeland. De Engelsen, die de onderhandelingstafel boos hadden verlaten, waren verontwaardigd door het verlies van hun Bourgondische bondgenoot en lieten dat voelen. Vlamingen, Hollanders en Picardiërs werden doelwit van agressie in Londen en op het Kanaal. Bij een Engelse inval in de Boulonnais werd een Bourgondische strijdmacht onder Jan II van Croÿ afgetroefd. 
Filips de Goede, die zijn maarschalk L'Isle-Adam had afgestaan om in april Parijs voor de Fransen te heroveren, verklaarde de Engelsen de oorlog. Hoewel de Vlamingen niet warm liepen voor een oorlog tegen de belangrijkste leverancier van hun lakennijverheid, wist Filips hen te overtuigen door handig in te spelen op de irritatie van het moment en op de wrevel over de Engelse wolbelasting in stapelplaats Calais, die in 1429 fors was verhoogd. In ruil voor economische toezeggingen toonden de Vlaamse steden zich bereid de operatie te bemannen en te bekostigen.

## Verloop
Filips lichtte een leger van 30.000 man, waarvan ruim de helft bestond uit Gentse stadsmilities. Ook Brugge leverde een fors contingent, gevolgd door Ieper, Kortrijk en de overige steden. De hertog nam de sterke plaatsen Mark, Ooie, Balingem en Sangatte en liet Croy met voornamelijk Picardiërs Guînes belegeren, waar de Engelsen zich verschansten in het kasteel. Een vloot uit Sluis moest de bevoorrading van Calais over zee komen blokkeren. Het Vlaamse deel van het leger dat op 9 juli onder de banieren aankwam en de tenten opsloeg voor de stadsmuren, was bedacht op het nodige comfort. De droge Monstrelet maakte zich vrolijk dat er wel op elke kar een haan mee was. Ook de Engelsen waren echter bijzonder goed voorzien van mondvoorraad en wapens, dankzij een spion die op 8 maart de hertogelijke briefing in Gent had bijgewoond. Het garnizoen was versterkt met 1.600 boogschutters en 400 soldaten, overgestoken uit Sandwich onder bevel van Edmond Beaufort.
Stilaan werd duidelijk dat het een beleg van lange adem zou worden. De Hollands-Zeeuwse vloot onder admiraal Jan van Horne kwam op 25 juli eindelijk ter plekke en probeerde de havenmond te blokkeren door een vijftal schepen tot zinken te brengen, maar de Engelsen konden bij laagtij de wrakken lichten. Twee dagen later zeilde de vloot terug naar Sluis, mogelijk uit vrees voor de komst van een Engelse zeemacht. Wavrin noemde de mislukte zeeblokkade de hoofdreden waarom het beleg faalde. Ook de artillerie bleek niet zo effectief als gedacht, voornamelijk omdat vanuit Calais ook vuurkracht beschikbaar was. Voorts was de stedelijke rivaliteit niet bevorderlijk: op 26 juli leverde een afgeslagen aanval van de Bruggelingen op de Boulognepoort hen de hoon van de Gentenaars op. Twee dagen later ging een artillerietoren verloren bij een Engelse uitval. Toen die nacht ook de voorhoede van Humphrey van Gloucesters 8.000 man sterke ontzettingsleger arriveerde, hadden de Gentenaars er genoeg van. Ze verlieten hun positie en zouden later spreken van verraad. De volgende ochtend hielden de Bruggelingen het ook voor bekeken, weldra gevolgd door de andere milities. Voor Filips de Goede was het een complete vernedering. Hij moest zich uit de voeten maken toen Gloucester op 2 augustus aankwam met de hoofdmacht. Croy, die het nieuws ook hoorde, had het beleg van Guînes al opgebroken.

## Nasleep
De hertog van Gloucester liet Calais in handen van Beaufort en begon op 6 augustus aan een elfdaagse strooptocht door Picardië en Vlaanderen. Terwijl de Engelse vloot de kust tot in Cadzand afplunderde, legde zijn landleger een lange reeks plaatsen in puin: Drinkam, Kwaadieper, Bambeke, Haringe, Reningelst. In Poperinge riep hij zich op 15 augustus uit tot graaf van Vlaanderen om dan de stad tot op de grond te laten afbranden. Wanneer de Bourgondische mobilisatie op gang kwam, trok hij zich terug binnen de muren van Calais, na eerst nog een spoor van vernieling te hebben getrokken door Belle, Hazebroek, Moerbeke en Waalskappel. Op 24 augustus keerde hij terug naar Engeland. Daar moesten Filips de Goede en de Vlamingen het ontgelden in een reeks patriottische gedichten die hen lafheid en verraderlijkheid verweten, zoals de Mockery of the Flemings.
Ondertussen had de Brugse militie thuis niet gedemobiliseerd. Hertogin Isabella van Portugal stuurde hen naar Sluis om de Engelsen op zee te gaan bekampen, maar daar mochten ze niet binnen. Het was het begin van de Brugse Opstand tegen het hertogelijk gezag. De schout Stassaert Brisse werd gelyncht en de kapitein van Sluis, Roeland van Uitkerke, kreeg een doodvonnis bij verstek. Er volgde een reeks onthoofdingen, admiraal Jan van Horne werd in de duinen gedood en ook Gent raakte aangestoken door het oproer. Op 22 mei 1437 kwam Filips de Goede de orde herstellen, maar in de stad raakte hij afgesloten van de hoofdmacht en kon hij met moeite het vege lijf redden. Zijn maarschalk L'Isle-Adam vond de dood. Het zou nog een jaar duren alvorens Filips de opstand klein kreeg en de Bruggelingen dwong tot amende honorable. De zware boete werd verzacht doordat hertogin Isabella er in 1439 in slaagde vrede te sluiten met Engeland. Uiteindelijk wogen voor beide partijen de economische belangen door.